# Flannan Isles Lighthouse
Der Flannan-Isles-Leuchtturm, englisch Flannan Isles Lighthouse, befindet sich in der Nähe des höchsten Punktes von Eilean Mòr, einer der Flannan Isles auf den Äußeren Hebriden vor der Westküste des schottischen Festlandes. Er ist bekannt für das mysteriöse Verschwinden seiner Wärter im Jahr 1900.

## Geschichte

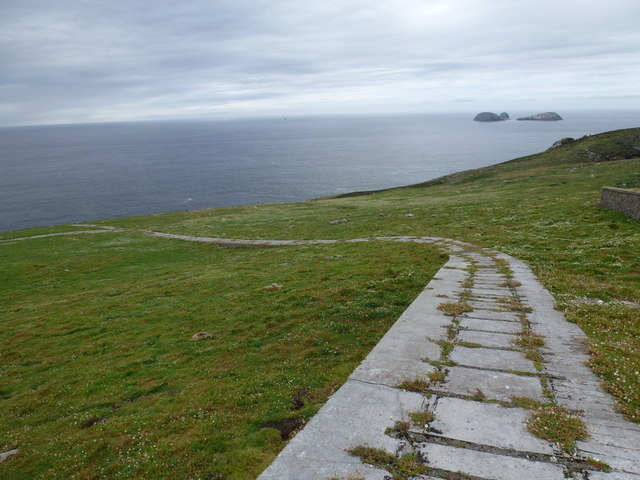
Reste der Schienen am Flannan-Isles-Leuchtturm

Der 23 Meter hohe Leuchtturm wurde von David Alan Stevenson für das Northern Lighthouse Board (NLB) entworfen. Der Bau wurde zwischen 1895 und 1899 von George Lawson aus Rutherglen zu einem Preis von 6.914 Britischen Pfund (das entspräche 2025 etwa 828.000 Britischen Pfund) einschließlich des Baus der Landeplätze, Treppen, Gleise usw. durchgeführt. Alle verwendeten Materialien mussten durch Versorgungsboote auf die klippenreiche Insel gebracht werden, was wegen der unruhigen See im Atlantik schwierig war. Weitere 3.526 Britische Pfund wurden für die Küstenstation (58° 12′ 59″ N, 6° 45′ 23″ W) in Breasclete auf der Isle of Lewis ausgegeben. Das Leuchtfeuer wurde erstmals am 7. Dezember 1899 entzündet.
Der Zweck der Gleise bestand darin, den Transport von Lebensmitteln für die Wärter und Brennstoff für das Licht (Paraffin zu diesem Zeitpunkt; das Licht verbrauchte 20 Barrel pro Jahr) über ein Drahtseil die steilen Gefälle von den Landeplätzen hinauf zu erleichtern. Die Winde wurde von einer kleinen Dampfmaschine in einem Schuppen neben dem Leuchtturm angetrieben.
Ein Pfad stieg in westlicher Richtung vom Leuchtturm ab und bog dann nach Süden ab. In der ungefähren Mitte der Insel gabelte er sich über eine Reihe von handbetätigten Weichen, die humorvoll als Clapham Junction bezeichnet wurden. Ein Abzweig führte weiter nach Osten zum östlichen Landeplatz an der südöstlichen Ecke der Insel und bildete so einen Halbkreis, während der andere, etwas kürzere Abzweig nach Westen zurückführte, um den westlichen, in einer kleinen Bucht an der Südküste der Insel gelegenen Landungspunkt zu verbinden.
Die Anlegestellen waren extrem steil. Das Drahtseil wurde durch Riemenscheiben zwischen den Schienen um die Kurven geführt, und eine Reihe von Pfosten außerhalb der inneren Schiene verhinderte, dass es Schaden anrichtete, wenn es von den Riemenscheiben sprang. Die Ladung wurde in einer kleinen, vierrädrigen Lore befördert.
1925 war der Leuchtturm einer der ersten schottischen Leuchtsignalgeber, die per Funk telegrafisch vom Festland gesteuert wurden. In den 1960er Jahren wurde das Transportsystem der Insel modernisiert. Die Schienen wurden entfernt und es blieb nur das Betonbett, auf dem sie gelegt worden waren. Dieses wurde jetzt als Fahrbahn für ein sogenanntes Gnat genutzt, einen simplen, dreirädrigen, gummibereiften Geländekarren, der von einem 400-cm³-Viertaktmotor angetrieben wurde. Das Gnat wurde von Aimers McLean aus Galashiels gebaut und wurde seinerseits beim Bau des Hubschrauberlandeplatzes überflüssig.
Am 28. September 1971 wurde der Leuchtturm endgültig automatisiert. Gleichzeitig wurde ein Hubschrauberlandeplatz aus Stahlbeton gebaut, um Wartungsbesuche bei schwerem Wetter zu ermöglichen. Das Licht wurde fortan durch Verbrennen von Acetylengas erzeugt, bis diese Energiequelle im Jahr 1999 durch eine Kombination von Sonnen- und Windenergie ersetzt wurde. Der Leuchtturm wird jetzt vom Butt of Lewis Lighthouse aus überwacht und die Küstenstation wurde in Wohnungen umgewandelt.

## Das rätselhafte Verschwinden der Wärter im Jahr 1900

### Entdeckung

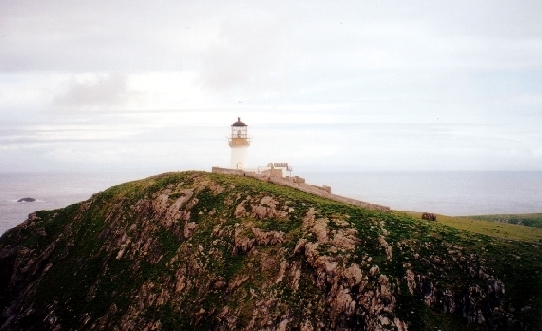
Flannan Isles Lighthouse

Der erste Bericht, dass auf den Flannan-Inseln etwas Ungewöhnliches geschah, stammt vom 15. Dezember 1900, als der Dampfer Archtor auf einer Passage von Philadelphia nach Leith in seinem Logbuch vermerkte, dass das Licht bei schlechten Wetterbedingungen nicht funktionsfähig war. Als das Schiff am 18. Dezember 1900 in Leith anlegte, wurde dies dem Northern Lighthouse Board gemeldet. Das Hilfsschiff, der Leuchtturmtender Hesperus, konnte jedoch wegen schlechten Wetters nicht wie geplant am 20. Dezember von Breasclete auf Lewis aus auslaufen. Es erreichte die Insel erst am 26. Dezember mittags. Der Leuchtturm war mit drei Männern besetzt: James Ducat, Thomas Marshall und Donald McArthur, wobei ein rotierender vierter Mann den Dienst an Land verbrachte.
Bei der Ankunft stellten die Schiffsbesatzung und der Ersatzmann fest, dass der Fahnenmast keine Fahne trug und die Proviantboxen auf dem Landeplatz zurückgelassen worden waren. Noch bedenklicher war, dass keiner der Leuchtturmwärter da war, um sie an Land zu begrüßen. Jim Harvie, der Kapitän der Hesperus, versuchte, sie zu erreichen, indem er die Schiffspfeife blies und eine Fackel abfeuerte, war jedoch erfolglos. Joseph Moore, der Ersatzmann, wurde mit einem Boot alleine an Land gebracht. Er fand das Eingangstor zum Gelände und die Haupttür geschlossen, die Betten ungemacht und die Uhr stehengeblieben. Mit dieser Nachricht kehrte er zum Landeplatz zurück und ging dann mit dem Zweiten Offizier und einem Seemann der Hesperus zurück zum Leuchtturm. Eine weitere Suche ergab, dass die Lampen gereinigt und nachgefüllt worden waren. Es wurde ein Ölanzug gefunden, was darauf hindeutet, dass einer der Wächter den Leuchtturm ohne diesen verlassen hatte. Von keinem der Wächter war noch irgendetwas zu sehen, weder im Leuchtturm noch irgendwo auf der Insel.
Moore und drei freiwillige Seeleute wurden auf der Insel zurückgelassen, um das Leuchtfeuer weiter zu betreiben, und die Hesperus kehrte nach Lewis zurück. Kapitän Harvie sandte vom 26. Dezember 1900 ein Telegramm an das Northern Lighthouse Board mit folgenden Worten:

“A dreadful accident has happened at the Flannans. The three keepers, Ducat, Marshall and the Occasional have disappeared from the Island… The clocks were stopped and other signs indicated that the accident must have happened about a week ago. Poor fellows they must have been blown over the cliffs or drowned trying to secure a crane.”

„Bei den Flannans ist ein schrecklicher Unfall passiert. Die drei Wächter Ducat, Marshall und der dritte Mann sind von der Insel verschwunden… Die Uhren sind stehengeblieben und andere Anzeichen deuteten darauf hin, dass der Unfall vor etwa einer Woche geschah. Die armen Kerle müssen über die Klippen gerissen worden oder sie ertranken bei Sichern eines Krans.“

Auf Eilean Mòr suchten die Männer überall nach Hinweisen auf das Schicksal der Wächter. Sie fanden heraus, dass an der Landestelle im Osten der Insel alles intakt war, während es an der Landestelle im Westen erhebliche Schäden aufgrund der jüngsten Stürme gab. Eine Kiste war zerbrochen und ihr Inhalt verstreut; Eisengeländer waren umgebogen, die Gleise am Weg aus ihrem Beton gerissen, und ein Stein mit einem Gewicht von mehr als einer Tonne versetzt worden. Oben auf der Klippe war das Gras bis zu zehn Meter von der Kante entfernt abgerissen.
Es wurden nie Leichen gefunden, aber es gab einige mysteriöse Aspekte, die zu „faszinierenden nationalen Spekulationen“ in Zeitungen und Zeitschriften dieser Zeit führten. Dabei entstanden viele unplausible Geschichten, wie etwa, dass eine Seeschlange (oder ein riesiger Seevogel) die Männer weggetragen hatte. Ebenso wurde behauptet, sie wären von ausländischen Spionen entführt worden oder ein mysteriöses Wesen, das sogenannte „Phantom der sieben Jäger“, habe sie umgebracht, weil es über die menschliche Anwesenheit auf seiner Insel erzürnt gewesen sei. Einer anderen Theorie zufolge hätte die verschwundene Besatzung selbst dafür gesorgt, dass ein Schiff sie wegbrachte, um ein neues Leben zu beginnen.
Mehr als zehn Jahre später waren die Ereignisse immer noch fest in der Erinnerung verankert und beschäftigten die Leute. Die Ballade Flannan Isle von Wilfrid Wilson Gibson aus dem Jahr 1912 bezieht sich fälschlicherweise auf einen umgestürzten Stuhl und ein nicht gegessenes Essen auf dem Tisch, was sich darauf bezieht, dass die Wächter plötzlich gestört worden seien.

“Yet, as we crowded through the door,
We only saw a table spread
For dinner, meat, and cheese and bread;
But, all untouch’d; and no-one there,
As though, when they sat down to eat,
Ere they could even taste,
Alarm had come, and they in haste
Had risen and left the bread and meat,
For at the table head a chair
Lay tumbled on the floor.”

„Doch als wir uns durch die Tür eindrangen, haben wir nur einen Tisch gesehen, der zum Abendessen mit Fleisch, Käse und Brot gedeckt war. Aber alles war unberührt; und niemand da, als ob sie sich gerade zum Essen hätten hinsetzen wollten, aber bevor sie es probieren konnten, ein Alarm gekommen sei, und sie in Eile aufgestanden wären und das Abendbrot verlassen hätten, denn am Tischende lag ein Stuhl umgestürzt auf den Boden.“

Moore, der Ersatzmann, erklärte jedoch in seinem Bericht: „Die Küchenutensilien waren alle sehr sauber, was ein Zeichen dafür ist, dass sie erst einige Zeit nach dem Abendessen verschwunden sein müssen.“

### Untersuchung durch das Northern Lighthouse Board

Flagge des Northern Lighthouse Board

Am 29. Dezember 1900 traf Robert Muirhead, ein Inspektor des Northern Lighthouse Board, ein, um die offizielle Untersuchung des Vorfalls durchzuführen. Muirhead hatte ursprünglich alle drei vermissten Männer rekrutiert und kannte sie persönlich.
Er untersuchte die im Leuchtturm zurückgelassenen Kleidungsstücke und kam zu dem Schluss, dass James Ducat und Thomas Marshall zum westlichen Landeplatz hinuntergegangen waren und dass Donald McArthur (der dritte Mann) den Leuchtturm bei starkem Regen ohne Jacke verlassen hatte. Dies war auch deshalb auffällig, weil den Vorschriften zufolge immer eine Person im Leuchtturm bleiben musste. Muirhead bemerkte auch, dass ein Teil des Schadens an der westlichen Landungsstelle „schwer zu glauben war, wenn man ihn nicht mit eigenen Augen gesehen hatte“.

From evidence which I was able to procure I was satisfied that the men had been on duty up till dinner time on Saturday the 15th of December, that they had gone down to secure a box in which the mooring ropes, landing ropes etc. were kept, and which was secured in a crevice in the rock about 110 ft (34 m) above sea level, and that an extra large sea had rushed up the face of the rock, had gone above them, and coming down with immense force, had swept them completely away.

„Aufgrund der Beweise, die ich beschaffen konnte, bin ich der Ansicht, dass die Männer bis zum Abendessen am Samstag, dem 15. Dezember, im Dienst waren und herabgegangen waren, um eine Kiste zu sichern, in der die Befestigungen, Landungsseile usw. aufbewahrt wurden, und die in einem Felsspalt etwa 110 Fuß (34 Meter) über dem Meeresspiegel gesichert war, und dass eine besonders große Woge, welche die Felswand hinaufgebrescht war, über sie stürzte und sie mit immenser Kraft mitriss.“

Der Tod von Thomas Marshall, James Ducat, der eine Witwe und vier Kinder hinterlassen hatte, und Donald MacArthur, der eine Witwe und zwei Kinder hinterlassen hatte, warf viele Jahre lang einen Schatten auf den Leuchtturmdienst.

### Spätere Untersuchungen und Spekulationen
Im Laufe der Zeit hat sich eine Geschichte über die Existenz ungewöhnlicher Logbucheinträge entwickelt. Angeblich hat Thomas Marshall am 12. Dezember gesagt, dass es „starke Winde gab, wie ich sie seit zwanzig Jahren noch nie gesehen habe“. Er soll auch berichtet haben, dass James Ducat „sehr leise“ gewesen sei und Donald MacArthur geweint habe. MacArthur war ein erfahrener Seefahrer mit dem Ruf, gerne mal Schlägereien zu führen, und daher wäre es seltsam, wenn er als Reaktion auf einen Sturm weinen würde. Logbucheinträge am 13. Dezember sollen angegeben haben, dass der Sturm immer noch tobte und dass alle drei Männer gebetet hatten. Dies war auch rätselhaft, da alle drei Männer erfahrene Leuchtturmwärter waren, die wussten, dass sie sich in einer sicheren Struktur 150 Fuß über dem Meeresspiegel befanden und im Inneren des Turms sicher waren. Darüber hinaus wurden am 12., 13. und 14. Dezember keine Stürme in der Region gemeldet. Der letzte Logbucheintrag soll am 15. Dezember gemacht worden sein und besagt: „Sturm beendet, Seestille. Gott ist über allem.“ Eine Untersuchung von Mike Dash für die Fortean Times ergab jedoch, dass die Logbücher spätere Erfindungen waren, die nicht auf Tatsachen beruhten.

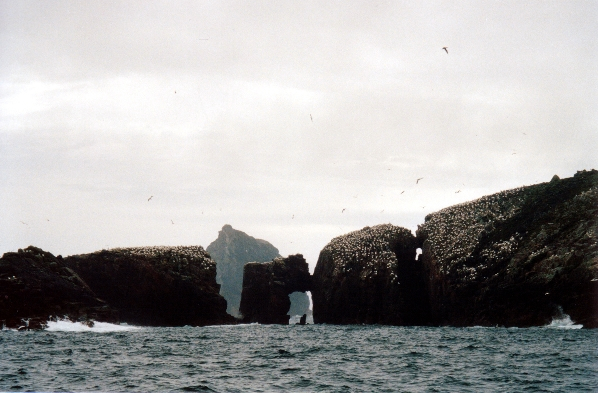
Westliche Spitze der Flannan Isles: Eilean a’ Ghobha und Roareim mit Brona Cleit im Hintergrund

Spätere Forscher haben die Geographie der Inseln berücksichtigt. Die Küste von Eilean Mòr ist tief eingekerbt mit schmalen Schluchten, die Geos genannt werden. Der westliche Landeplatz, der sich in einem solchen Geo befindet, endet in einer Höhle. Bei starken Seegang oder Stürmen strömt Wasser in die Höhle und tritt dann mit beträchtlicher Kraft explosionsartig wieder aus ihr heraus. Es ist möglich, dass MacArthur eine Reihe großer Wellen auf die Insel zukommen sah. Da er um die Gefahr für seine Kollegen gewusst habe, habe er sie warnen wollen, sei dann aber auch von den Wellen mitgerissen worden. Haswell-Smith weist allerdings darauf hin, dass solche Phänomene sehr selten sind.
Jüngste Forschungen von James Love ergaben, dass Marshall zuvor mit fünf Schilling Geldstrafe belegt worden war, als seine Ausrüstung während eines Sturms weggespült worden war. Um eine weitere Geldstrafe zu vermeiden, haben er und Ducat demnach wahrscheinlich versucht, ihre Ausrüstung während eines Sturms zu sichern, und kamen dadurch ums Leben. Auch der Tod MacArthurs kann eventuell darauf zurückgeführt werden, obwohl er eigentlich hätte im Leuchtturm zurückbleiben müssen, um diesen nicht unbemannt zu lassen. Love spekuliert, dass MacArthur wahrscheinlich versucht hat, seine Kollegen zu warnen oder ihnen zu helfen, und dabei auch mitgerissen wurde. Diese Theorie würde auch das Ölzeug erklären, das im Leuchtturm verblieben war, und MacArthurs Mantel, der noch an seinem Haken hing, nicht jedoch unbedingt die geschlossene Tür und das Eingangstor.
Eine andere Theorie basiert auf den Erfahrungen von Walter Aldebert, einem Wächter der Flannaner von 1953 bis 1957. Er glaubte, einer der Männer sei ins Meer gespült worden, woraufhin ihn seine Gefährten hätten retten wollen, schließlich aber selbst durch eine weitere Monsterwelle getötet worden seien.
Ein weiterer Vorschlag basiert auf der Psychologie der Wärter. Angeblich war MacArthur ein flüchtiger Charakter; Dies könnte zu einem Kampf in der Nähe der Klippen durch die West Landing geführt haben, bei dem alle drei Männer zu Tode kamen. Eine andere Theorie besagt, dass einer der Männer verrückt wurde, die beiden anderen ermordete, ihre Körper ins Meer warf und dann in seinen eigenen Tod sprang. Hinzu kommen noch Theorien, die mit paranormalen Aktivitäten wie der Entführung durch Außerirdische verbunden sind.

### Künstlerische Bezugnahmen
Die Vorkommnisse wurden in der Folge Horror of Fang Rock der Serie Doctor Who aufgegriffen. Das Ereignis inspirierte auch den Komponisten Peter Maxwell Davies zu der modernen Kammeroper The Lighthouse (1979). Die britische Band Genesis nahm 1968 den Titel The Mystery of Flannan Isle Lighthouse auf, während sie an ihrem ersten Album arbeitete. Er wurde jedoch erst 1998 in Genesis Archive 1967–75 veröffentlicht. Keith McCloskey veröffentlichte 2014 das Buch The Lighthouse – The Mystery of the Eilean Mor Lighthouse Keepers. Der Film Keepers – Die Leuchtturmwärter von 2018 basiert ebenfalls auf der Geschichte. Der Film The Lighthouse von 2019 (Regisseur Robert Eggers) verweist entfernt auf die Tragödie.